# Украинский, Леонид Ефимович
Леонид Ефимович Украинский (род. 27 ноября 1946 года) — советский и российский учёный-механик, член-корреспондент РАН (2019).
Заместитель директора по научной работе Научного центра нелинейной волновой механики и технологии РАН Института машиноведения имени А. А. Благонравова РАН.
Автор 188 научных работ, из них 13 монографий и 24 авторских свидетельств и патентов.
Ведёт преподавательскую работу в МАИ.
Под его руководством защищено 6 кандидатских диссертации.

## Из библиографии
- Динамика частиц при воздействии вибраций / Л. Е. Украинский. АН УССР. Ин-т механики. — Киев : Наук. думка, 1975. — 168 с. : ил.
- Резонансная макро- и микромеханика нефтяного пласта : интенсификация нефтедобычи и повышения нефтеотдачи : наука и практика : [монография] / О. Р. Ганиев, Р. Ф. Ганиев, Л. Е. Украинский; Ин-т машиноведения им. А. А. Благонравова РАН, Науч. центр нелинейной волновой механики и технологии РАН. — Москва : Ин-т компьютерных исслед., 2014. — 225 с. : ил., табл.; 25 см. — (Нелинейная волновая механика).; ISBN 979-5-4344-0215-6
- Волновое перемешивание / Р. Ф. Ганиев, Д. Л. Ревизников, Л. Е. Украинский. // Нелинейная динамика, 4:4 (2008),  С. 483–496.

### Патенты
- Волновая система для выявления нарушений гемодинамики человека. (НОВОТЕХ). / Авторы:  Ганиев Р. Ф., Бойцов С. А., Касилов В. П., Ганиев О. Р., Украинский Л. Е., Ганиев С. Р., Лукьянов М. М., Ревизников Д. Л., Рогоза А. Н., Устенко И. Г. № 15587, 28 сентября 2015.